# Bignoux
Bignoux is een gemeente in het Franse departement Vienne (regio Nouvelle-Aquitaine) en telt 989 inwoners (1999). De plaats maakt deel uit van het arrondissement Poitiers.

## Geografie
De oppervlakte van Bignoux bedraagt 14,5 km², de bevolkingsdichtheid is 68,2 inwoners per km².
De onderstaande kaart toont de ligging van Bignoux met de belangrijkste infrastructuur en aangrenzende gemeenten.

## Demografie
Onderstaande figuur toont het verloop van het inwonertal (bron: INSEE-tellingen).